# François-Léon Clergue
François-Léon Clergue (23 de dezembro de 1825 - 8 de fevereiro de 1907) - na vida religiosa Marie-Antoine de Lavaur - era um padre católico romano francês e membro professo da Ordem dos Frades Menores Capuchinhos. Ele se tornou um padre popular que atraía grandes multidões quando pregava; pregou cerca de 700 missões itinerantes no sul da França, o que lhe valeu o apelido de "Apóstolo do Sul". Ele também é creditado com o desenvolvimento de peregrinações ao santuário de Lourdes, onde costumava visitar para pregar e cuidar dos peregrinos visitantes.  Ele foi um tradicionalista que protestou contra as influências secularistas e permaneceu na França em 1880, quando as ordens religiosas (incluindo a sua própria) foram expulsas para outras nações europeias; ele permaneceu em seu convento abandonado, ganhando o respeito das autoridades que se recusaram a expulsá-lo devido ao seu relacionamento popular com os habitantes locais.
Sua morte viu cerca de 50.000 pessoas comparecerem ao seu funeral e seus restos mortais foram considerados incorruptos no final de 1935 após a exumação. O processo de beatificação foi iniciado em Toulouse no final dos anos 1920 e ele foi intitulado Servo de Deus. A causa mais tarde foi paralisada no final dos anos 1960 e permaneceu como tal até 2005, quando uma organização foi fundada para relançar a causa. O relançamento oficial ocorreu em 2008 e culminou em 2020 quando o Papa Francisco assinou um decreto que o nomeou Venerável após a confirmação de que ele levava uma vida de virtudes heróicas.

## Vida
François-Léon Clergue nasceu em Lavaur em 23 de dezembro de 1825 como o primeiro de três filhos de Jean-Louis-François-Frédéric Clergue (1798-1872) e Rose Amilhau (1797-1867); o seu baptismo foi celebrado momentos após o seu nascimento com os nomes "François-Auguste-Léon. Seu pai - um advogado devoto - o consagrou à Mãe Santíssima logo após seu nascimento. Sua mãe ganhou o apelido de "La Vendéenne" em 1830, após os tumultos quando ela agarrou a bandeira da revolução de alguns adolescentes que a desfilavam pelas ruas. Seu irmão era Ciprien-Célestin e sua irmã era Marie Jeanne Mélanie (1833-1872), que ambos morreram antes dele. Seu irmão morreu em Istambul enquanto estava no serviço armado após a amputação de sua perna direita.
Em sua infância, desde os seis anos, ele desejou entrar no sacerdócio e sua piedade foi notada a ponto de ser às vezes chamado de "o pequeno papa". Sua mãe frequentemente o considerava um "cabeça-dura", mas ele era conhecido por ser reflexivo e jovial. Ele começou seus estudos eclesiais em Toulouse com a aprovação de seus pais em 1836 e durante seu tempo como seminarista era conhecido por sair à noite para evangelizar os sem - teto nas ruas. Clergue também fundou a Irmandade do Santíssimo Sacramento e a Irmandade das Prisões e, mais tarde, a Irmandade dos Hospitais como formas de apostolado para ministrar a todos os cantos da vida civil. Em 1838 ele fez sua primeira comunhão antes de Clergue receber a tonsura clerical em 22 de maio de 1840. Recebeu a ordenação sacerdotal do arcebispo coadjutor de Toulouse Jean-Marie Mioland em 21 de setembro de 1850 e Clergue celebrou sua primeira missa não muito depois na igreja paroquial de sua cidade natal. Ele foi nomeado sacerdote assistente na paróquia de Saint-Gaudens não muito depois de sua ordenação e durante esse tempo tentou procurar e pregar aos fazendeiros que voltaram ao paganismo. Clergue também fundou um pequeno grupo que se dedicava a ajudar as pessoas mais pobres de Saint-Gaudens e reconstruiu a capela da paróquia e mandou construir as Via Crucis (pelas quais tinha grande veneração). Ele cuidava dos pobres e lhes fornecia lenha, além de seu próprio colchão, já que passou a dormir no chão como prática penitencial. Ele atendeu as vítimas de um surto de cólera em janeiro de 1854.
Houve uma ocasião em Saint-Gaudens em que ouviu a voz de Deus que lhe dizia: "Você vai ser capuchinho!" Foi este impulso que levou Clergue a entrar na Ordem dos Frades Menores Capuchinhos em 27 de maio de 1855 e o noviciado começou em Marselha em 1 de junho de 1855; ele vestiu o hábito e recebeu seu novo nome (que ele assumiu em homenagem a Santo Antônio de Pádua ) em 13 de junho (que era a festa litúrgica anual de seu homônimo). Seus pais e amigos se opuseram a essa decisão, mas ele estava decidido a entrar independentemente de sua aprovação. Emitiu a profissão religiosa solene em 13 de junho de 1856.
Conheceu Santa Bernadette Soubirous em Lourdes durante a sua visita ali em julho de 1858 e Clergue seria mais tarde associado como aquele que mais contribuiu para o desenvolvimento das peregrinações ao santuário ali. Clergue pregou cerca de 97 peregrinações em Lourdes e também cuidou delas enquanto passava noites inteiras no confessionário. Foi por isso que passou a ser conhecido como o "Maca das Almas" em Lourdes. Ficou conhecido como o "Apóstolo do Sul" pelas numerosas missões itinerantes que rondavam cerca de 700. Sua pregação e exemplo - tanto em Lourdes quanto nas cidades onde pregou - viram inúmeras pessoas se converterem à fé ou de seus pecados. Ele era conhecido por andar a pé de cidade em cidade com uma pequena mochila e recusar novos hábitos, pois preferia os seus próprios e queria permanecer o mais pobre possível. Ele dormia duas ou três horas por noite no chão como prática penitencial. Essas missões que ele liderou durariam cerca de três semanas e cada vez culminariam nas Estações da Cruz; essas missões eram em sua maioria conduzidas em ambientes ao ar livre, uma vez que seus sermões atraíam grandes multidões.
Em 1867 foi encarregado de estabelecer a ordem em Toulouse e fundou um convento onde permaneceria pelo resto de sua vida. Ele ajudou a estabelecer a Ordem Terceira Franciscana enquanto estava em Toulouse e também prestou apoio espiritual aos soldados que lutariam na Guerra Franco-Prussiana de 1870 a 1871. Foi também um ponto alto para ele preparar as crianças para a primeira comunhão e dar-lhes a formação espiritual necessária para a ocasião. Ele também era um tradicionalista ferrenho e se opunha a todas as influências secularistas na Igreja; ele também condenou o onanismo e defendeu o casamento tradicional. Clergue também foi um autor prolífico que escreveu mais de 80 livros, bem como incontáveis cartas e panfletos para explicar melhor a fé às pessoas; ele também é creditado por ter reavivado a devoção popular ao seu homônimo Santo Antônio de Pádua na França.
Em meados de 1862 viajou a Roma para a canonização dos 26 mártires japoneses e em 1867 novamente para a canonização de Santa Germana Cousin. Em 1882 ele participou de uma peregrinação à Terra Santa e em 1893 fez uma visita a Pádua para visitar o túmulo de seu homônimo Santo Antônio de Pádua. Em 1900 participou do Congresso Internacional da Ordem Terceira Franciscana em Roma.
Em 1880, o governo francês liderou uma campanha anticlerical que levou à expulsão das ordens religiosas das fronteiras francesas. Essas ordens foram forçadas a buscar abrigo em outras nações europeias com a própria ordem de Clergue buscando refúgio na Espanha. Ele mesmo decidiu não se juntar a eles e continuou a residir em seu convento agora deserto. Ele defendeu o convento a tal ponto que as autoridades não ousaram se opor a ele por sua reputação e seu impacto nas comunidades locais. Os pobres continuaram a visitá-lo nessa época, então ele os ajudou a organizar sopões.
No início de fevereiro de 1907, ele foi visitar um padre amigo, mas foi atacado por um calafrio que se instalou rapidamente. Sua condição piorou na semana seguinte e ele recebeu os sacramentos finais e se preparou para a morte, pois sabia que era iminente. Ele celebrou sua missa final em 4 de fevereiro apesar de sentir grande cansaço; confessou-se a 6 de fevereiro e recebeu o viático depois de renovar a profissão religiosa. Em 5 de fevereiro, ele jejuou, apesar de seus colegas protestarem devido ao declínio de sua saúde. Em 8 de fevereiro, ele proferiu suas últimas palavras: "Saiba que vou direto para o céu! Nunca dê ouvidos ao diabo. Eu, eu nunca dei ouvidos ao Diabo, então vou para o Céu! " Sua respiração ficou difícil depois que ele disse essas palavras e Clergue morreu não muito tempo depois, às 5h. Após sua morte, o jornal anticlerical local La Dépêche o elogiou por seu carisma e seu apostolado pelos pobres e peregrinos. Estima-se que cerca de 50.000 pessoas em luto estiveram nas ruas para seu cortejo fúnebre. Seus restos mortais foram exumados em 14 de novembro de 1935 e considerados incorruptos antes de serem transferidos para uma capela para veneração dos fiéis.

## Processo de beatificação
Os apelos para a sua beatificação começaram logo após a sua morte, uma vez que as comunidades locais começaram a reverenciar o falecido sacerdote como um santo. De fato, o Cardeal Arcebispo de Toulouse Jules-Géraud Saliège e o Arcebispo de Albi Pierre-Célestin Cézerac apoiaram os apelos para a abertura de um processo de beatificação. Foi inaugurado em um processo informativo lançado em 1928 e foi fechado mais tarde em 12 de agosto de 1949, após a documentação e interrogatórios de testemunhas foram compilados. Os teólogos emitiram um decreto em 28 de maio de 1941 que aprovava todos os seus escritos espirituais após considerá-los em linha com a doutrina oficial. A abertura formal da causa ocorreu sob o Papa Paulo VI em 9 de fevereiro de 1967 e ele foi intitulado Servo de Deus. Mas a causa estagnou após esta introdução e permaneceu latente até 2005, quando uma organização fundada em sua homenagem levou a novos apelos para que seu processo de beatificação continuasse. O Arcebispo de Toulouse, Robert Le Gall, fez um pedido oficial à Congregação para as Causas dos Santos para que o processo fosse renovado; A CCS emitiu um decreto retomando a causa em 4 de junho de 2008. Isso permitiu que Le Gall conduzisse um processo suplementar que se estendeu de julho de 2008 a novembro de 2010. Ambos os processos foram considerados válidos em 26 de março de 2013, depois que A CCS determinou que a arquidiocese aderiu aos seus regulamentos para conduzir as causas quando ocorreu e que toda a documentação foi contabilizada.
Os historiadores que aconselham a CCS se reuniram e votaram pela aprovação da causa em 6 de junho de 2017, enquanto nove teólogos também emitiram sua aprovação em 9 de maio de 2019. Os cardeais e bispos que compõem o CCS também emitiram sua aprovação final em 7 de janeiro de 2020. Clergue foi nomeado Venerável em 23 de janeiro de 2020 depois que o Papa Francisco assinou um decreto que reconhecia que Clergue tinha levado uma vida cristã modelo de virtude heróica baseada na prática das virtudes cardeais e teológicas em um nível consistente.
A beatificação depende de um milagre singular (geralmente uma cura que nem a medicina nem a ciência podem explicar) recebendo a aprovação papal. Um desses casos foi relatado e investigado na diocese em que se originou antes de ser enviado ao CCS, que validou o processo em 11 de abril de 2014. As investigações posteriores do caso foram suspensas até que Clergue foi nomeado Venerável; desde sua nomeação como tal em 2020, o caso pode ser investigado.
O postulador atual desta causa é o capuchinho Fra Carlo Calloni.